# Хелер
 Тази статия е за вида риби.  За унгарската философка вижте Агнеш Хелер.  
Хелерът (Xiphophorus hellerii), наричан също мечоносец, е вид лъчеперка от семейство Живораждащи шаранозъби (Poeciliidae). Има тяло, което не може да се сбърка, особено с израстъка на опашната перка, което го различава от другите риби. Оригиналната окраска е смарагдово зелена, но чрез кръстоски с плати и молинезии са се получили интересни пъстри рибки. Видът е незастрашен от изчезване.

## Местообитание
Хелерът се среща в дивата природа в Мексико, Гватемала, Панама и Антилските острови. Тази малка и много красива рибка обаче е истински „survivor“ сред декоративните риби. Тя може да оцелее в екстремни условия на t- от порядъка на (-3C до -4C).

## Размножаване
Разможава се лесно, като единствената забележка към акваристите е аквариума да е добре залесен. Това залесяване е нужно поради факта, че след раждането живородките стават канибалистично настроени към поколението.
След като женската роди се изважда от водата и се мести в общия аквариум при другите риби. Температурата на водата на малките се поддържа 26 – 28 градуса. Дребосъците се хранят с тубифекс, но може и да им се дава първите 3 до 4 дена парченце жълтък, разтворен в чаена лъжичка вода.

## Любопитно
Интересното е че хелерът може лесно да се кръстоса с плата и се получават интересни окраски, което се отразява много добре на бъдещото поколение – то става по-силно и по-плодовито! Това е възможно и с молинезия, като ефектът е същия.